# エヴァリスト・ガロア
エヴァリスト・ガロア（Évariste Galois, 1811年10月25日 - 1832年5月31日）は、フランスの数学者であり革命家である。フランス語の原音（IPA: [evaʁist ɡalwa]）に忠実に「ガロワ」と表記されることもある。

## 数学的業績
数学者として10代のうちにガロア理論の構成要素である体論や群論の先見的な研究を行った。ガロアはガロア理論を用い、ニールス・アーベルによる「五次以上の方程式には一般的な代数的解の公式がない」という定理（アーベル-ルフィニの定理）の証明を大幅に簡略化し、より一般にどんな場合に与えられた方程式が代数的な解の表示を持つかについての特徴付けを与えた。また、数学史上初めてカテゴリー論的操作によって自らの理論の基礎を構築している。
群論は数学の分野において重要であるだけでなく、数学以外、例えば物理学では相対性理論や量子力学などを厳密に（形式的に）記述するツールとして用いられる。また、計算機科学、特に理論計算機科学においてガロア体、特に位数2のガロア体 F2 は最も多用される数学的ツールのひとつである。
このように代数学で重要な役割を果たす「ガロア理論」は、現代数学の扉を開くとともに、20世紀、21世紀科学のあらゆる分野に絶大な影響を与えている。しかし、ガロアの業績の真実と重要性、先見性は当時世界最高の研究機関であったパリ科学アカデミーを初め、ガウスやコーシー、ヤコビと言った歴史に名を残した同時代の偉大な数学者達にさえ理解されず、生前に評価されることはなかった。群論の基礎概念とも言える集合論がゲオルク・カントールによって提唱され、「ガロア理論」へと通じる数学領域が構築されるのでさえ、ガロアによるガロア理論構築の50年も後のことである。
ガロアの遺書となった友人宛の手紙には、後の数学者たちにとって永年の研究対象となる理論に対する着想が「僕にはもう時間がない」 (je n'ai pas le temps) という言葉と共に書き綴られている。
例えば、代数的には解けない五次以上の方程式の解を与える、楕円モジュラー関数による超越的解の公式の存在をガロアは予言し、そのアイデアを記している。なお、この手法はガロアの死後50年の時を経てシャルル・エルミートによって確立される。

## 生涯

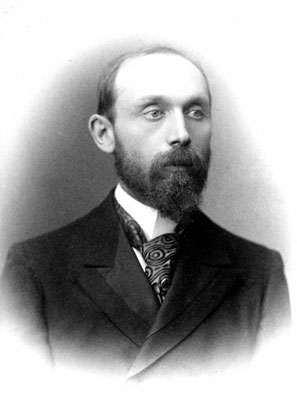
ポール・デュピュイ

ガロアについては、群論の内容が難解な事もあり、一般にはその激動の生涯の方がよく知られている。その数学的業績はガロアの死後40年経ってから注目を集めるようになったが、一方でガロアの生涯やその人物像に関しては長年顧みられることがなかった。ガロアの生涯に関する最初の本格的な研究の成果は、1896年に発表された高等師範学校（École Normale Supérieure）の歴史学教授ポール・デュピュイ(fr)の約70ページの論文「エヴァリスト・ガロアの生涯」（La vie d'Evariste Galois）であった。デュピュイはガロアの母方の親戚や、姉の遺族、および当時まだ存命だったガロアの学友の証言を得た上で、様々な資料をまとめ上げてこの論文を完成させた。また、有名なガロアの15歳頃の肖像画も、姉の遺族が所有していたものがデュピュイによって同時に発表されている。この論文は、後世における全てのガロアの生涯研究における原典となり、現代まで影響を与えている。以下の記述も注記がない限りはデュピュイの論文に基づいている。

### 誕生

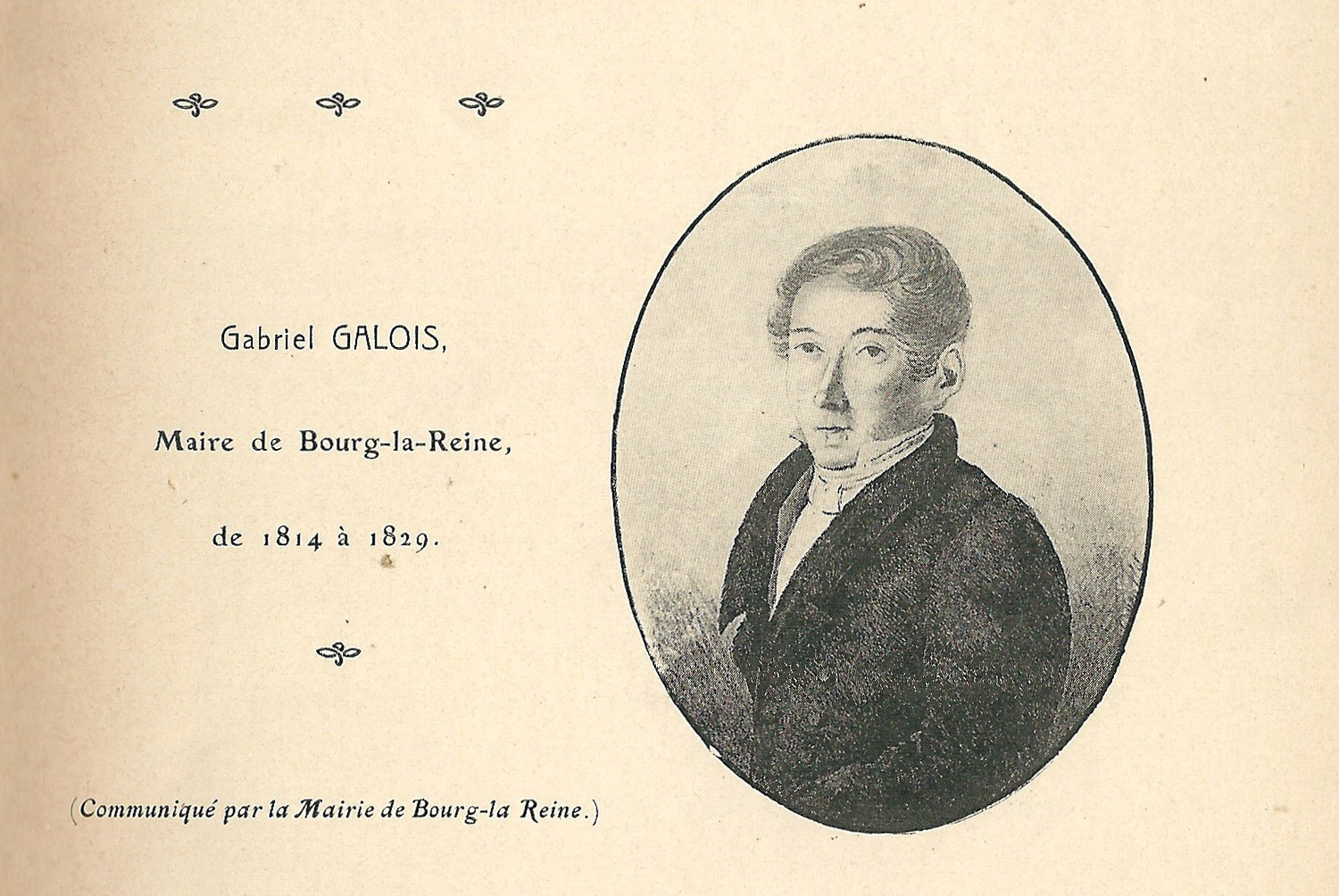
ニコラ・ガブリエル・ガロア

ガロアは1811年、パリ郊外の町ブール＝ラ＝レーヌに生まれた。父ニコラ・ガブリエル・ガロアは当時公立学校の校長で、のちに町長に任命された。社交的な性格であり、即興で詩を作ることが得意だったという。母アデライド・マリ・ドマントは親族に法学と古典の教授が多かったこともあり、教養の深い人物であった。また、2歳上の姉ナタリー・テオドール（後のシャントロー夫人）、3歳年下の弟アルフレッドがいて、この5人家族は明るい家庭を築いていたようである。エヴァリストは12歳までは母親の元で教育を受けていたが、1823年からはパリの名門リセである寄宿制のリセ・ルイ＝ル＝グランに入学した。

### ルイ・ル・グラン在籍時
ガロアが入学した当時、王政復古とイエズス会の影響もあって校長は保守的・宗教的であり、生徒達は校長にしばしば反抗した。このような校内の雰囲気が、ガロアの性格や思想に影響を与えたようである。一方、学業においては入学した翌年の第3学年にはラテン語の優秀賞やギリシア語の最優秀賞を受けるなど良好であった。しかし翌年の第2学年になると学業をおろそかにするようになり、また、健康も優れていなかったので、校長からは第2学年をもう一度やり直した方が良いという意見が出された。当初は予定通り修辞学級（第1学級）に進んだものの、やはり態度は改まらず、結局2学期から留年することとなった。
そこで時間を持て余したガロアは、数学準備級の授業にも出席するようになった。当時のフランスでは数学教育は重視されておらず、数学は将来の進む方向によって補習科で教えられていたのみだった。当時の数学教師ヴェルニエ（本名ジャン・イポリット・ヴェロン）は若く熱心であり、エウクレイデスからアドリアン＝マリー・ルジャンドルに至るまでの幾何学を教えていた。ガロアの学友によれば、ガロアはルジャンドルが著した初等幾何学の教科書を読み始めたところ、すっかり熱中してしまい、2年間の教材を2日間で読み解いてしまったという。また同時に、彼は五次方程式の解法を発見したと錯覚し、凡庸な数学的才能しか持たないヴェルニエは対応に苦慮したようである。記録によれば、ヴェルニエを初めとする教師のガロアへの評価は時間を経るごとに低下したようであり、また学校は「数学への熱狂に支配されている」と評価している。
1897年に『ガロア全集』に序文を加えたエミール・ピカールは、ガロアが数学の才能を開花させたことで「過度の自尊心が芽生えてしまった」と評している。また1828年に理工科学校（École Polytechnique）の試験に挑戦したが、失敗している。

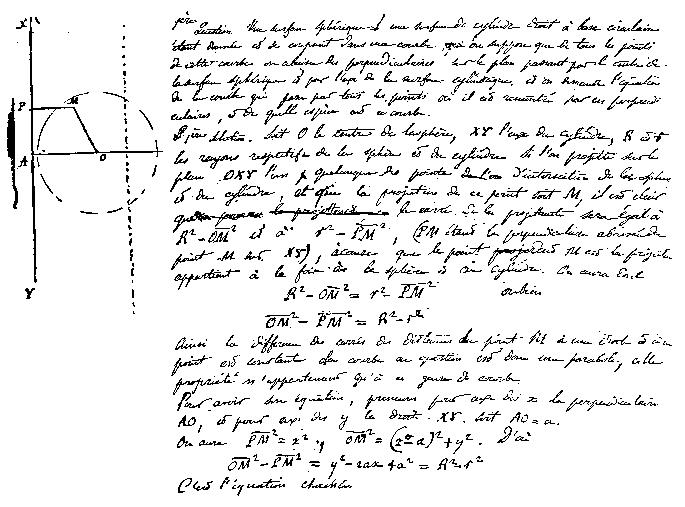
1829年のコンクール応募のための答案の冒頭

同年にはガロアは飛び級で数学特別級に進級した。この時修めた物理と化学では「少しも勉強しない」と酷評されている。一方、数学ではルイ・ポール・エミール・リシャール(fr)という優れた教師に出会い、リシャールもガロアを高く評価した。またリシャールから代数方程式解法に関するジョゼフ＝ルイ・ラグランジュの論文を薦められたようで、その影響で1829年4月1日に最初の論文「循環連分数に関する一定理の証明」（Démonstration d'un théorème sur les fractions continues périodique）を発表している。約1ヵ月後、ガロアは17歳の若さで素数次方程式を代数的に解く方法を発見し、その研究論文をオーギュスタン＝ルイ・コーシーに預けフランス学士院に提出するように頼んだが、実際には提出されなかった。
1971年に数学史家ルネ・タトン(fr)が発見した書簡によれば、コーシーはガロアに面会し、その論文を1830年1月18日の学士院会合の場で発表すると約束しておきながら、その日は体調不良により欠席し、それ以降の会合でもガロアに言及する事はなく、結果的にガロアの論文は紛失された。こうしたコーシーの若い才能に対する無関心は、現代に至るまで後述のリガテリなどによって批判されている。ただし、この経緯には異説もあり、加藤文元はコーシーがガロアの理論を高く評価し、アカデミーの数学論文大賞に応募するためにこの論文を新たに提出させたと主張している。コーシーはその後、フランス7月革命を契機にフランスを離れ、帰国したのはそれから8年後だった。
さらに1829年7月2日、ガロアの父がパリのアパートで自殺した。ガロアの親族がデュピュイに語った内容によると、当時は王政復古の影響で教会は保守的な勢力で占められ、教会の司祭たちは、自由主義的な思想の町長であるガロアの父に対して何かと反発していた。そこで彼らは、ガロアの父の詩の文体を真似て卑猥な詩を作り、それが彼のものであると言いふらした。その中には家族を傷つけるものもあった。ガロアの父は精神を病むにいたり、その結果自殺したという。父を敬愛していたエヴァリストにとっては、当然この事件は深い傷となった。
さらにその同月または1ヵ月後には、ガロアは再び理工科学校への受験に挑戦したが失敗した。伝説によれば、この時の口述試験の担当者が対数に関する愚問をしつこく出し、ガロアの回答に満足しなかったために、頭に来たガロアがその試験官に向かって黒板消しを投げつけたという。理工科学校は最も高等な数学が教えられ、さらに自由主義的な雰囲気に満ちていたためにガロアは入学を切望していたが、その入学試験は2回までと制限されていたため、ガロアの望みは絶たれてしまった。
その後、ガロアはルイ・ル・グランに隣接するもう1つの有名な大学・準備学校（École Préparatoire、後の高等師範学校）を目指す事にした。願書受付期間は既に過ぎていたが、リシャールなどの後押しによって8月20日から25日まで入学試験を受験し、10月25日に入学が認められた。さらに12月には文科及び理科のバカロレアにも合格した。なお、理科の試験において、数学では10点満点中8点を与えられ、「才能に恵まれており、非常に注目すべき研究精神を持っている」と賞賛されたが、物理では「彼は全く何も知らず、とてもよい教師になれそうもない」と酷評されている。1830年2月20日には学費支給を受ける代わりに、卒業後は10年間公教育のために働く旨の契約書を提出している。

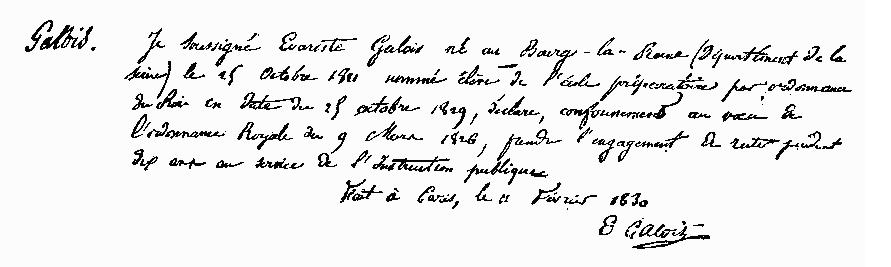
ガロアの契約書

### 師範学校時代
宣誓書提出の少し前に、ガロアは以前コーシーが紛失した論文を書き直した上で、改めてフランス学士院に提出した。だが、その審査員で論文を預かっていたジョゼフ・フーリエが急死したため、またしても論文は紛失してしまった。こうして立て続けに起きた不運や挫折は、ガロアの政治活動をますます活発にさせた。
準備学校において、ガロアはオーギュスト・シュヴァリエ(fr)という共和主義者と出会っている。シュヴァリエの影響で共和主義に傾倒していったガロアは、フランス7月革命が起きた時に自分も参加しようと試みた。しかし、日和見的な校長のジョセフ・ダニエル・ギニョーはそれを許さず生徒を校舎に閉じ込め、革命収束後に発足した旧態依然の臨時政府に従う旨を決定した。武器を手にして革命に参加し、戦火に身を投じた理工科学校とのあまりの対応の違いに、ガロアは反発を強めていった。
8月6日、準備学校は「師範学校」(École Normale)と改められ、修業期間が2年から3年に延びたため、早い卒業を望んでいたガロアを一層苛立たせた。ガロアは急進共和派の秘密結社「民衆の友の会」(Société des amis du peuple)(fr)に加わり、さらに度々校長の言動に反発したため、目を付けられるようになった。
12月3日、一連のギニョーの対応を嘲笑するようなガロアの記事を学校新聞で発表したため、ギニョーは12月9日にガロアを追放し、1831年1月3日に正式な放校処分が決定した。

### 政治活動の激化
以前、ガロアが執筆した論文が不運によって2度も紛失したことに同情した学士院のシメオン・ドニ・ポアソンが、ガロアにもう一度学士院に論文を提出するよう呼びかけ、その誘いに応じて1831年1月17日に再度11ページの論文「方程式の冪根による可解条件についての考察」（Mémoire sur les conditions de résolubilité des équations par radicaux）を提出した。また彼は1月13日より毎週木曜日、ソルボンヌ通りのカイヨー書店において、いくつかの新理論を含めた代数学の講義を行うなど、数学的活動を続けていた。一方で、その頃のガロアは相当荒んでいたようで、女性数学者ソフィ・ジェルマンはその様子を記した書簡を残している。それによると、ガロアは数学の会合で悪態をつき、さらに家庭でも生活態度を改めなかったために母は家を出ざるを得ない状況となり、まるで狂ってしまったようだったという。また、親族の言い伝えによれば、ガロアは家族の前で「もし民衆を蜂起させるために誰かの死体が必要なら、僕がなってもいい」と口にしていたという。
4月、解散を命じられた国民軍19人が制服を着用してパリの街中を歩いたために逮捕された。この事件は5月2日に無罪判決が出たが、その日の夜にレストランで開催された祝宴会において、ガロアはナイフの切先をグラスに突き出す形で「ルイ・フィリップに乾杯」と叫んだ。これが王の命を脅かすものとして、翌日ガロアは逮捕された。6月15日に開かれた裁判では、ガロアは自分が不利になる供述も平然と行ったが、弁護士の努力により無罪となった。この裁判の模様は、アレクサンドル・デュマの回顧録にも詳細に記載されている。
7月14日、ガロアは法学の学生で同じ「民衆の友の会」会員のヴァンサン・デュシャートレと共に、国民軍の制服と以前王の命を脅かしたナイフを着用してパリ市内を行進し、ポン・ヌフ橋上で逮捕された。
12月3日に有罪が確定し、デュシャートレは禁固3ヵ月、ガロアは禁固6ヵ月の刑を宣告された。

### 投獄と死

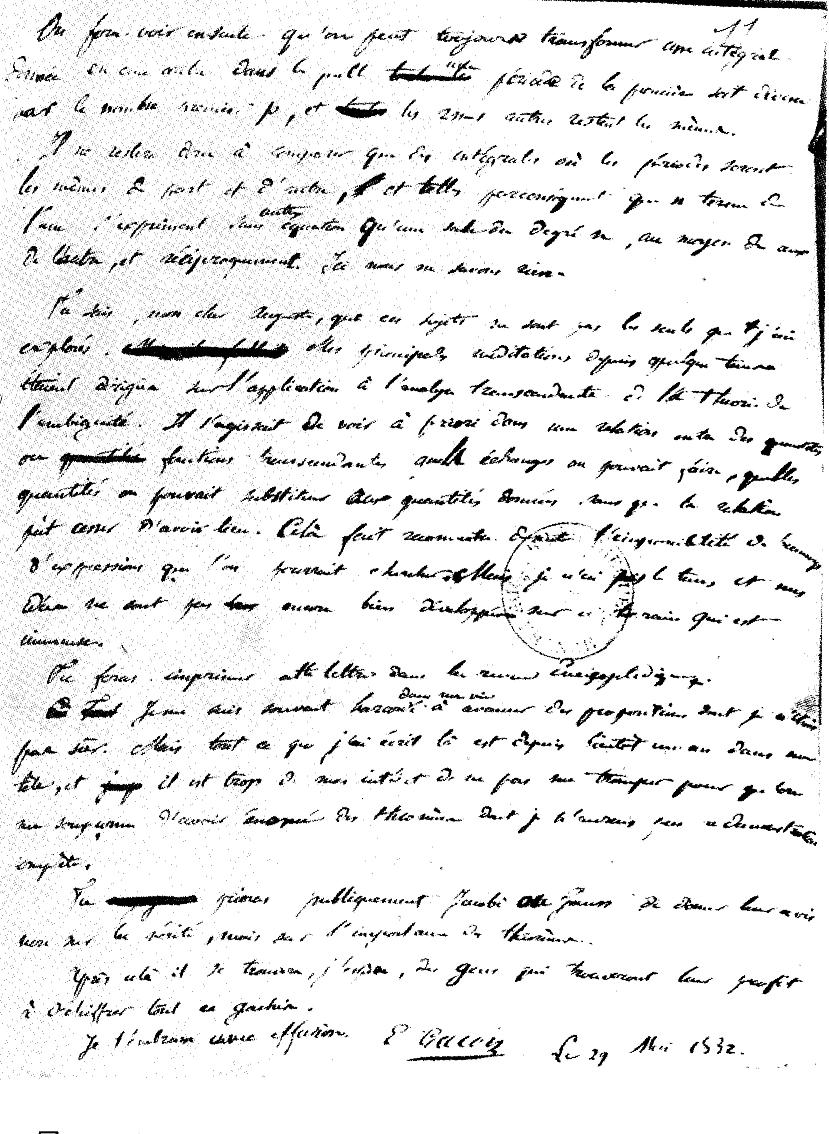
オーギュスト・シュヴァリエ宛のガロアの書簡

投獄されたサント・ペラジー刑務所(fr)において、かつてポアソンに送った論文が「説明不十分で理解できないから、もっとわかりやすく書き直して欲しい」というポアソンの返事と共にガロアに返却された。加えて、刑務所内でガロアは他の囚人からいじめられ、飲酒を強要されることもあったことが、同時期に獄中にいた薬学者のフランソア・ヴァンサン・ラスパイユ(fr)の獄中記に記されている。また、姉ナタリーや弟アルフレッドは何度かガロアの元へ面会に訪れているが、12月付けのナタリーの日記には弟がひどく不健康で老け込んだ様子が記されている。また、同じ共和主義者のオーギュスト・シュヴァリエも何度も面会に訪れ、友情を深めていたようである。

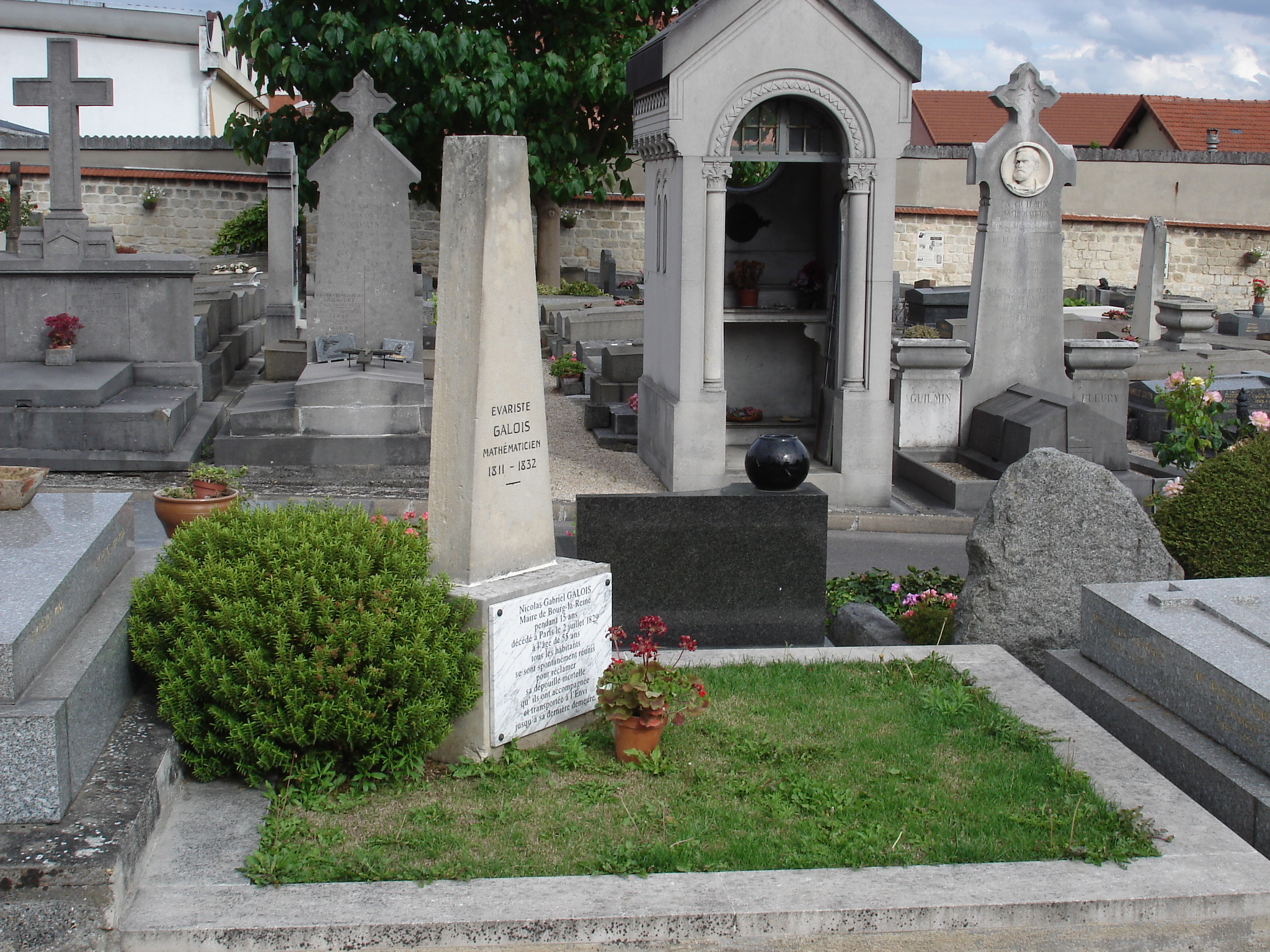
ブール＝ラ＝レーヌの墓地にあるガロアの墓碑。ガロアの遺体は別の共同墓地に葬られ、現在は正確な位置が不明である。

この年の暮れよりパリ市内でコレラが流行し、ガロアは刑期を1ヵ月残して1832年3月16日、監獄から数百メートル離れたフォートリエ療養所へ仮出所した。
その後、そこで失恋を経験したようで、5月25日には今後の予定を記しつつ、絶望に打ちひしがれた心境を綴った手紙をシュヴァリエに送っている。
そして5月29日、「すべての共和主義者」及びイニシャルのみ記した2人の友人への2通の手紙にガロアは「つまらない色女に引っかかって決闘を申し込まれた」という旨を記している。
同時に、ポアソンから返却された論文の添削やシュヴァリエへの数学的な発想を断片的に書いた手紙を、ガロアは「僕にはもう時間がない」と走り書きしつつ大急ぎでしたため、ドイツの数学者であるカール・フリードリヒ・ガウスやカール・グスタフ・ヤコブ・ヤコビに意見を求めるよう依頼している。
そして30日早朝、パリ近郊ジャンティーユ地区グラシエールの沼の付近で決闘は行われた。その決闘の結果、ガロアは負傷し、その場で放置され、午前9時になって近くの農夫によってコシャン病院(fr)に運ばれた。ガロアが牧師の立会いを拒否した後しばらくして弟アルフレッドが病院に駆けつけた。弟の涙ぐむ姿をみて、ガロアはこう言ったという。
Ne pleure pas, j'ai besoin de tout mon courage pour mourir à vingt ans!
泣かないでくれ。二十歳で死ぬのには、ありったけの勇気が要るのだから！
それがガロアの最後の言葉となり、夕方には腹膜炎を起こし、31日午前10時に息を引き取った（享年20歳）。
ガロアの葬儀は6月2日にモンパルナスの共同墓地で行われ、2000～3000人の共和主義者が集まり、「民衆の友の会」の2人の会員が弔辞を読み上げた。現在その墓地は跡形も残っていない。
1982年、ガロア没後150年を記念した墓碑がブール＝ラ＝レーヌに建てられた。

### 死後の動き
ガロアの死後、シュヴァリエは遺書に従って1832年に『百科評論雑誌』(Revue encyclopédique)に「死者小伝」(Nécrologie)と題したガロアの論文等を掲載した。また、ガロアの弟アルフレッドと共に、複数の著名な数学者へ論文の写しを送ったものの、当初は誰も理解できるものはいなかったようである。しかし、何らかのきっかけで、その写しがジョゼフ・リウヴィルの手元に渡った。リウヴィルはこの論文を理解しようと努め、ついに1846年に自身が編集する『純粋・応用数学雑誌』(Journal de mathématique pures et appliquées)に掲載された。その際、ガロアが生前認められなかった理由を、簡潔にまとめようという意識が過剰であり、明快さに欠けたためと分析している。リヒャルト・デーデキントは1855年から1857年にかけてゲッティンゲン大学でガロア理論に関する最初の講義をおこなった。カミーユ・ジョルダンによって1870年に発表された667ページに及ぶ著書『置換と代数方程式論』 (Traité des substitutions et des équations algebraique) はガロア理論に関する包括的な解説として最も古いものである。ジョルダンはその序文において、「本書はガロアの諸論文の注釈に過ぎない」と述べている。
1848年には『ル・マガザン・ピトレスク』（Magasin Pittoresque、挿絵付雑誌の意）に、ガロアに関する匿名の短い伝記が、弟のアルフレッドが記憶をたどって描いた肖像画と共に掲載されている。1872年には、ガロアの母が84歳で亡くなっている。1897年には、エミール・ピカールの序文付きでリウヴィルの編集した『ガロア全集』が刊行されている。

## 決闘

### 陰謀説

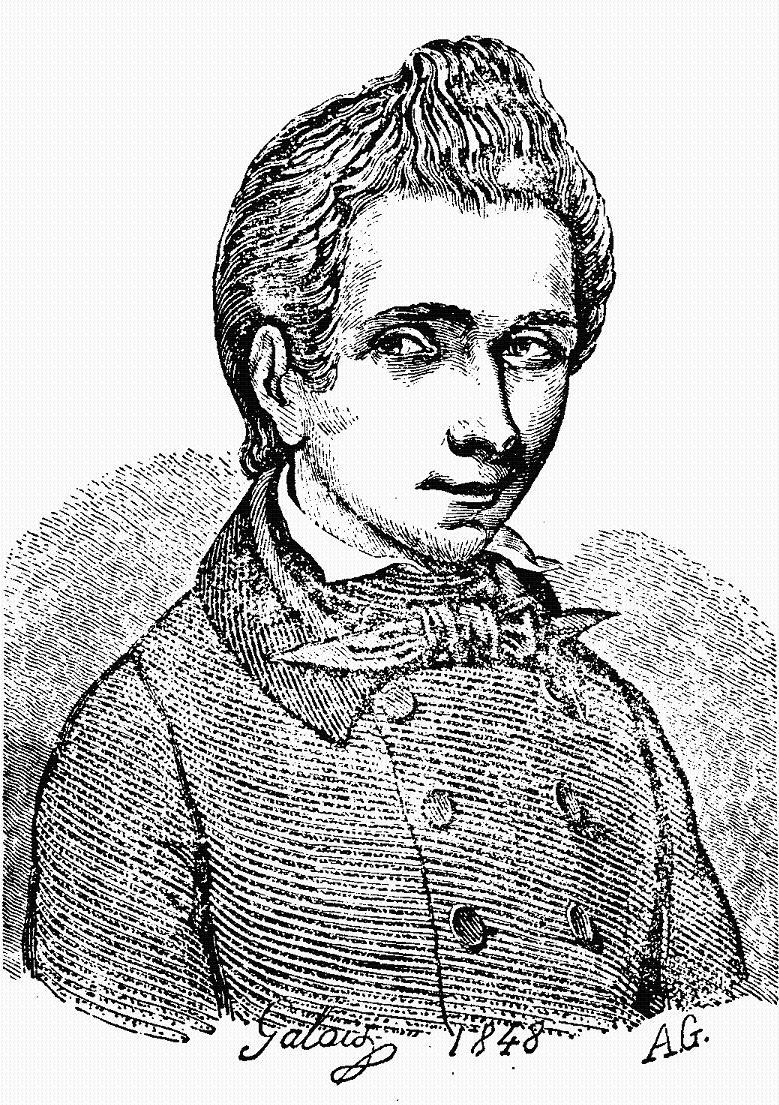
弟アルフレッドによるガロアの肖像画

ガロアが起こした決闘の原因はある女性の名誉を守るためといわれていたが、忠実な共和党員であった彼の死は、反動派か秘密警察によるものという説もあった。その中でも有名なのがレオポルト・インフェルトの1948年の著書『神々の愛でし人』(Whom the gods love)である。その根拠としてインフェルトは、以下の点を挙げている。
- ガロアの弟アルフレッドは、生涯にわたり兄エヴァリストは謀殺されたと主張していた
- ラスパイユによれば、1831年7月29日、ガロアが収監されていた部屋に銃撃された事があった
- 介添人がいたにも関わらず、決闘で負傷して倒れたガロアはそのまま放置されていた
- 当時の警視総監アンリ・ジョゼフ・ジスケ(fr)が1840年に著した回顧録において、当時ガロアの葬儀の際に蜂起しようと共和主義者が計画していたところを事前に察知して検挙した事実を記録している

しかしながら、インフェルトは自説に都合の悪い箇所はわざと隠していた。デュピュイがガロアの親族から聞いた言い伝えによれば、ガロアは恋愛相手の女性の叔父と許婚を自称する2人の人物から決闘を申し込まれた。ガロアの遺書によれば、2人は愛国者であった。またアレクサンドル・デュマは回顧録において、ガロアは「民衆の友の会」の一員であるペシュー・デルバンヴィルという人物によって決闘で殺されたという一文を残している。これらの資料を基に、インフェルトはデルバンヴィルが決闘によってガロアを殺したスパイであったと記述している。だが、共和主義者の秘密結社に潜入していた警察側のスパイの正体は、1848年の2月革命の折に、そのスパイの1人であったルシアン・ド・ラ・オッドによって全て暴露された。その時、デルバンヴィルはフォンテーヌブロー城の管理という重要な役目を任されており、彼がスパイだったということはあり得ないとデュピュイは記している。
さらに、ガロアがサント・ペラジー刑務所において「僕はつまらない色女のために、決闘で死ぬこととなるだろう」という自分の将来に対する予言がラスパイユの獄中記に書かれていた事実を、インフェルトは意図的に自身の作品に書かなかった。なお、この決闘にまつわるガロアの親族の言い伝えは不自然な点が含まれるため、いずれもアルフレッドの創作ではないかとデュピュイは推理している。
インフェルトがこのような作品を記したのは、自身の祖国ポーランドがナチス・ドイツの侵攻を受け、ガロアに自身の姿を重ね合わせたためと思われる。なお、インフェルトは伝記の文頭と文末に、新しい証拠が発見されて真相がさらに明らかとなる可能性は極めて疑わしいと述べている。だが、後述の通り、その予想は14年後に覆される事となった。

### 新資料の発見
1962年、アメリカ合衆国ニューヨーク州のイサカで科学史の国際会議が行われた時、ウルグアイの数学者カルロス・アルベルト・インファントッシによって、決闘の原因と言われていた女性の素性が明らかとなった。彼女の名はステファニー・フェリス・ポトラン・デュ・モテル（1812年5月11日 - 1893年1月25日）といい、ガロアが最後に暮らしたフォートリエ療養所の医師で所長だったジャン・ルイ・ポトラン・デュ・モテルの娘であった。彼らは親子共に親切な人物で、ガロアは次第にステファニーに恋愛感情を抱くようになって求婚したらしく、それに対する5月14日付でのステファニーによる断りの手紙の文面が、ガロア自身の筆跡でシュヴァリエへの書簡の裏に転記されていた。その内容は文面を見る限り礼儀正しいものであり、少なくとも残された文章を見た印象では彼女が「つまらない色女」と表現されるような人物などではなく、そもそもガロアの遺書自体が真実を記したものとは言い切れないことも明らかになった。なお、ステファニーは1840年1月11日に言語学者のオスカー・テオフィル・バリューと結婚している。
1993年、イタリアの数学史研究家ラウラ・トティ・リガテッリはガロアの生涯に関する著書『バリケードの中の数学』(Matematica sulla barricate)を発表した。彼女は新資料として、ガロアの死に関する記事が掲載された、1832年6月1日付のリヨンの新聞『先駆者』(Précurseur)を挙げている。記事にはガロアの年齢を22歳であったとか、ルイ・フィリップ乾杯事件で有罪になったなどの誤記が含まれるものの、文章自体は良くまとまったものであった。その記事によれば、ガロアはかつて同時に法廷に出たことのある友人「L.D.」によって殺され、その際は用意した拳銃の片方にだけ弾丸を込め、くじを引いてどの拳銃を使うかを決めたということである。なお前述の通り、ガロアと一緒に法廷に出た人物といえばデュシャートレしかいない。その上でリガテッリは、決闘であるならば勝つ可能性もあるのに、ガロアの死を確信した遺書に対する不自然性を指摘し、決闘の真相を次のように解釈している。
ステファニーに失恋したガロアは、｢民衆の友の会｣の会員と共に民衆を蜂起させる方法を考えていた時、ガロアが自分が犠牲となってその機会を作ることを提案した。（作中では「D」と名前を明確にしていないが）デュシャートレがその相手を務めることとなり、ガロアは共和主義者の感情を煽るためにわざと無念を強調した遺書をしたためた。そして、予定通り決闘を装った工作が行われてガロアは死亡し、あとは葬儀において蜂起するだけとなった。ところが葬儀の当日、フランスの英雄であるジャン・マクシミリアン・ラマルク将軍の訃報が伝わり、ならばそれを契機に蜂起した方が良いと急遽予定が変更された、ということである（その後に起きた六月暴動の様子はヴィクトル・ユーゴーの『レ・ミゼラブル』に詳しい）。

## 補足
- サント・ペラジー刑務所に収監された際の、ガロアに関する記録がデュピュイの論文に転記されている。それによると、身長は167cm、髪や眉は栗色、瞳は褐色であり、職業は家庭教師(Répétiteur)を名乗っていた。また、姓を「Gallois」と誤って記入されていた。
- シュヴァリエが1832年に『百科評論雑誌』に寄せた記述によれば、ガロアのノートには以下の詩が残されていたという。ただし、インフェルトの調査ではこの詩が書かれたノートを探し出すことは出来ず、本当にこの詩がガロアの創作であるかは確実ではない。

| L'éternel cyprès m'environne: Plus pâle que la pâle automne, Je m'incline vers le tombeau. | 久遠の糸杉が私を囲む 色褪せた秋よりもなお青ざめて 私は自ら墓場へ赴く |

## 著書
- アーベル、ガロア『群と代数方程式』守屋美賀雄 訳・解説、共立出版〈現代数学の系譜 11〉、1975年4月20日。ISBN 4-320-01164-3。NDLJP:12624008。
- アーベル、ガロア『楕円関数論』高瀬正仁 訳、朝倉書店〈数学史叢書〉、1998年4月25日。ISBN 4-254-11459-1。